# Championnat de France des rallyes 2016
Navigation
2015 2017
La saison 2016 du championnat de France des rallyes se déroule du 18 mars au 27 novembre 2016 et retrouve le Rallye du Limousin placé désormais en juin.

## Épreuves de la saison 2016 du Championnat de France des rallyes
| Manche | Date                    | rallye                    | Vainqueur       | Copilote           | Voiture         |
| ------ | ----------------------- | ------------------------- | --------------- | ------------------ | --------------- |
| 1      | 18 mars-19 mars         | Rallye du Touquet         | Éric Brunson    | Cédric Mondon      | Ford Fiesta WRC |
| 2      | 22 avril-23 avril       | Rallye Lyon-Charbonnières | David Salanon   | Laurent Magat      | Ford Fiesta WRC |
| 3      | 21 mai-22 mai           | Rallye d'Antibes          | David Salanon   | Laurent Magat      | Ford Fiesta WRC |
| 4      | 17 juin-18 juin         | Rallye du Limousin        | Éric Brunson    | Thomas Roux        | Ford Fiesta WRC |
| 5      | 7 juillet-9 juillet     | Rallye du Rouergue        | Olivier Marty   | Thierry Salva      | Ford Focus WRC  |
| 6      | 1 septembre-3 septembre | Rallye du Mont-Blanc      | Yoann Bonato    | Benjamin Boulloud  | DS 3 R5         |
| 7      | 27 octobre-29 octobre   | Critérium des Cévennes    | épreuve annulée | épreuve annulée    | épreuve annulée |
| 8      | 24 novembre-27 novembre | Rallye du Var             | Kévin Abbring   | Sebastian Marshall | Hyundai i20 R5  |

## Épreuves de la saison 2016 du Championnat de France des rallyes Terre
| Manche | Date                  | rallye                       | Vainqueur         | Copilote             | Voiture         |
| ------ | --------------------- | ---------------------------- | ----------------- | -------------------- | --------------- |
| 1      | 2 avril-3 avril       | Rallye Terre des Causses     | Stéphane Lefebvre | Gabin Moreau         | Citroën C4 WRC  |
| 2      | 28 mai-29 mai         | Rallye Terre du Diois        | Julien Maurin     | Olivier Ural         | Škoda Fabia R5  |
| 3      | 25 juin-26 juin       | Rallye Terre de Langres      | Jean-Marie Cuoq   | Marielle Grandemange | Citroën C4 WRC  |
| 4      | 22 juillet-24 juillet | Rallye Terre de l’Auxerrois  | épreuve annulée   | épreuve annulée      | épreuve annulée |
| 5      | 26 août-28 août       | Rallye Terre de Lozère       | Julien Maurin     | Olivier Ural         | Škoda Fabia R5  |
| 6      | 8 octobre-9 octobre   | Rallye Terre des Cardabelles | Jean-Marie Cuoq   | Marielle Grandemange | Citroën C4 WRC  |